# Ķegums
Ķegums (în germană Keggum) este un oraș (din 1993) în partea centrală a Letoniei, centru administrativ al municipalității Ķegums. Situat la 46 km sud-est de Riga, pe malul drept al râului Daugava, între orașele Lielvārde și Ogre, pe ambele părți ale liniei de cale ferată Riga-Krustpils și pe autostrada A6. Până în 2009 a făcut parte din Raionul Ogre.
Se află lângă Daugava, la o altitudine de 46 m deasupra nivelului mării. Are o suprafață de 6,88 km² și 4,07 km². Populația este de 2.059 locuitori, determinată în 1 ianuarie 2024, prin bilanț demografic[*].

## Vezi și
- Lista orașelor din Letonia
- Lista așezărilor de tip urban din Letonia